# Eurhynchium fallax
Eurhynchium fallax là một loài Rêu trong họ Brachytheciaceae. Loài này được (Renauld & Cardot) Grout mô tả khoa học đầu tiên năm 1898.